# Lavandeira
Lavandeira este un oraș în Tocantins (TO), Brazilia.